# خضر لطفي
خِضِر لُطفي بيك (1880 - 23 يونيو 1959) شاعر عراقي. ولد في كركوك في عائلة تركية الأصل من قونية ودرس بها وتعلّم العربية والفارسية والتركية. يعد من أعلام تركمان بالعراق في النصف الأول من القرن العشرين م. له ديوان شعر غير مطبوع وأبحاث أدبية وكتابٌ في تأريخ كركوك. توفي في مسقط رأسه ودفن فيها.

## سيرته
ولد خضر لطفي بن سمين بن إسماعيل سنة 1880 م / 1297 هـ في كركوك وينتهي نسبه إلى جلال الدين الرومي وقد هاجر جدّه من قونية إلى كوكوك في عهد السلطان مراد الرابع. درس خضر لطفي في بلده وتعلّم العربية والتركية والفارسية ورغب إلى الأدب وتعلم فنونه. وفي سن الخامسة عشر انتظم إلى الجيش وخدم في مسقط رأسه وبغداد، ثم أقام في إسطنبول وعاد إلى كركوك سنة 1924. 

توفي خضر لطفي في 23 يونيو 1959 م/ 16 ذو الحجة 1378 هـ في كركوك ودُفِن فيها وكان يعتنق اليارسانية.

## شعره وتصوفه
نشر مقطوعاته وخواطره وأبحاثه في الجرائد والمجلات في العراق وتركيا وقد عالج فيها مجريات الحياة المرهقة وشؤون الإنسان. يقول خضر لطفي في بعض شعره:
تعال انظر كيف فعل البؤس بالخلائق
هذه أمة مظلومة تندب حظها مجتمعه.
لا، ليست الحكومة غير موجودة، لكن المساواة والعدل معدومان.
وصفه مير بصري شاعراً متصوفاً وإن تصوفهُ قد حمله علي العناية بشؤون الناس كبيرهم وصغيرهم، فطرق مواضيع إنسانية كالمعرفة والرحمة والأمل والصحة والعقيدة وفسلفة الخير والشر الخ. وقد كان مرهف الحسّ يميل إلى الكآبة ويجنح إلى اليأس ويأنس إلى الشقاء.
ولخضر لطفي شعر كثير لم ينتظمه ديوان، ووضع مؤلفا في فضولي بغدادي وآخر في تأريخ كركوك.